# Кресент (Оклахома)
Кресент (енгл. Crescent) град је у америчкој савезној држави Оклахома.

## Демографија
По попису из 2010. године број становника је 1.411, што је 130 (10,1%) становника више него 2000. године.
| Група             | 2000.         | 2010.         |
| Белци             | 1.127 (88,0%) | 1.125 (79,7%) |
| Афроамериканци    | 60 (4,7%)     | 76 (5,4%)     |
| Азијати           | 1 (0,1%)      | 5 (0,4%)      |
| Хиспаноамериканци | 25 (2,0%)     | 71 (5,0%)     |
| Укупно            | 1.281         | 1.411         |